# Nautilocalyx pictus
Nautilocalyx pictus là một loài thực vật có hoa trong họ Tai voi. Loài này được (Hook.) Sprague mô tả khoa học đầu tiên năm 1912.